# تاکشی اوشیبانا
تاکشی اوشیبانا (انگلیسی: Takeshi Ushibana؛ زادهٔ ۲۱ سپتامبر ۱۹۷۷) بازیکن فوتبال اهل ژاپن است.
از باشگاه‌هایی که در آن بازی کرده‌است می‌توان به باشگاه فوتبال آویسپا فوکوئوکا اشاره کرد.